# Championnats du monde de trampoline 2014
Navigation
Édition précédente Édition suivante
Les championnats du monde de trampoline 2014, trentième édition des championnats du monde de trampoline, se sont déroulés du 7 au 9 novembre 2014 à Daytona Beach, aux États-Unis.

## Podiums
| Épreuves    | Or                               | Argent                                         | Bronze                                          |
| ----------- | -------------------------------- | ---------------------------------------------- | ----------------------------------------------- |
| Hommes      |                                  |                                                |                                                 |
| Individuel  | Tu Xiao (CHN)                    | Dong Dong (CHN)                                | Uladzislau Hancharou (BLR)                      |
| Double Mini | Mikhail Zalomin (RUS)            | Austin White (USA)                             | Austin Nacey (USA)                              |
| Tumbling    | Yang Song (CHN)                  | Alexander Mironov (RUS)                        | Tagir Murtazaev (RUS)                           |
| Synchro     | Dong Dong (CHN) Tu Xiao (CHN)    | Mikalai Kazak (BLR) Uladzislau Hancharou (BLR) | Artur Zakrzewski (POL) Tomasz Adamczyk (POL)    |
| Femmes      |                                  |                                                |                                                 |
| Individuel  | Liu Lingling (CHN)               | Rosannagh MacLennan (CAN)                      | Hanna Harchonak (BLR)                           |
| Double Mini | Erin Jauch (USA)                 | Jasmin Short (GBR)                             | Polina Troianova (RUS)                          |
| Tumbling    | Rachael Letsche (GBR)            | Chen Lingxi (CHN)                              | Raquel Pinto (POR)                              |
| Synchro     | Liu Lingling (CHN) Li Meng (CHN) | Tatsiana Piatrenia (BLR) Hanna Harchonak (BLR) | Rosannagh MacLennan (CAN) Samantha Sendel (CAN) |

## Tableau des médailles
| Rang | Nation      | Or | Argent | Bronze | Total |
| ---- | ----------- | -- | ------ | ------ | ----- |
| 1    | Chine       | 5  | 2      | 0      | 7     |
| 2    | Russie      | 1  | 1      | 2      | 4     |
| 3    | États-Unis  | 1  | 1      | 1      | 3     |
| 4    | Royaume-Uni | 1  | 1      | 0      | 2     |
| 5    | Biélorussie | 0  | 2      | 2      | 4     |
| 6    | Canada      | 0  | 1      | 1      | 2     |
| 7    | Pologne     | 0  | 0      | 1      | 1     |
| 7    | Portugal    | 0  | 0      | 1      | 1     |